# R-тела
R-тела — это нерастворимые «ленты» из белков, синтезируемые некоторыми видами бактерий. Обычно в цитоплазме бактерий эти ленты плотно свернуты в цилиндрические структуры. Изначально они были обнаружены в каппа-частицах — бактериальных эндосимбионах инфузорий рода Paramecium. Они или кодирующие их гены встречаются и у некоторых видов свободноживущих бактерий, функции R-тел у этих бактерий неизвестны. R-тела можно разделить на пять различных групп, отличающихся по размеру, морфологии лент и механизму раскручивания R-тел.

## Морфология, сборка и удлинение
При нейтральном pH R-тела типа 51 напоминают свёрнутую ленту 500 нм в диаметре и примерно 400 нм в высоту. Кодируется единственным опероном из четырёх открытых рамок считывания. R-тела состоят из двух маленьких структурных белков, RebA и RebB. Третий белок, RebC, необходим для ковалентного соединения двух структурных белков в высокомолекулярную структуру, которая выглядит как лестница на белковом форезе.
При низком pH R-тела разворачиваются начиная от центра, образуя пустую трубку с заострёнными концами длиной до 20 микрометров.

## Функции
R-тела обеспечивают убийство чувствительных штаммов инфузорий другими инфузориями. Когда каппа-частицы от инфузории-«убийцы» попадают в организм инфузории-«жертвы», R-тела под действием кислой среды в её пищеварительной вакуоли разворачиваются, образуя трубочку диаметром 165 нм и длиной 20 мкм (для R-тел типа 51). При этом R-тела разрывают мембраны каппа-частицы и пищеварительной вакуоли, смешивая цитоплазмы бактерии (каппа-частицы) и инфузории-жертвы. Последующая смерть инфузории предположительно вызвана попаданием в её цитоплазму токсина, содержащегося в каппа-частицах. Инфузория не умирает, когда поглощает очищенные R-тела или кишечных палочек, экспрессирующих белки R-тел. Таким образом, R-тела не убивают клетку, а скорее играют роль средства доставки других молекул. R-тела могут быть использованы в качестве настраиваемых устройств для приложения в клеточной инженерии, так как R-тела типа 51 являются натуральными биологическими машинами, переходящими от скрученной формы к развернутой в ответ на изменения pH. Они могут возвращаться к своей свернутой форме при повышении pH. Также они могут работать в жестких условиях, таких как высокая температура, присутствие солей и детергентов. Процесс развертывания R-тел представляет собой простое и действенное решение задачи разрыва мембраны; таким образом, он является многообещающим клиническим инструментом для высвобождения и взаимопроникновения содержимого разных мембранных отсеков друг в друга.